# Atheroides brevicornis
Atheroides brevicornis är en insektsart som beskrevs av Robert Malcolm Laing 1920. Enligt Catalogue of Life ingår Atheroides brevicornis i släktet Atheroides och familjen långrörsbladlöss, men enligt Dyntaxa är tillhörigheten istället släktet Atheroides och familjen borstbladlöss. Arten är reproducerande i Sverige. Inga underarter finns listade i Catalogue of Life.